# Grabowsee (Oranienburg)
Der Grabowsee liegt in der Gemarkung des Ortsteils Schmachtenhagen der Stadt Oranienburg im Landkreises Oberhavel im Land Brandenburg, etwa 30 km nördlich von Berlin.

## Beschreibung
In geringer Entfernung vom Westufer des Sees verläuft der Oder-Havel-Kanal, zu dem jedoch keine Verbindung besteht. Am Ostufer des Grabowsees befindet sich die ehemalige Heilstätte Grabowsee. Auf dieser Seite ist wegen der dichten Vegetation kein Seezugang möglich. Eine Badestelle am Westufer des fast vollständig von Wald eingefassten Sees konnte früher von Friedrichsthal aus mittels einer Fähre über den Oder-Havel-Kanal erreicht werden. 2010 wurde die Fährverbindung eingestellt und eine Fahrradbrücke über den Kanal gebaut. Darüber hinaus stehen für Angler Zugänge zum See, insbesondere vom Schilfgürtel im Süden des Sees zur Verfügung. Auch vom Boot aus kann geangelt werden. Der Kreisanglerverband Oberhavel e.V. bewirtschaftet das Gewässer (Gewässernummer P 14-114) und vergibt Tages-, Wochen- und Monats-Angelkarten. Beobachtet wurden Aale, Barsche, Hechte, Schleie, Brassen, Rotaugen, Rotfedern und Güster.

## Eine Sage
Im See soll in grauer Vorzeit das Dorf Grabow samt seiner Dorfkirche versunken sein. Der an dieser Stelle entstandene See deckte alles zu. Zu besonderen Gelegenheiten sollen sowohl die Kirchenglocke vernehmbar als auch tanzende Jungfrauen am Ufer zu sehen sein.

## Weblink
- Ein Spaziergang nach dem Grabowsee, in: Vossische Zeitung, 1. August 1902.